# Konstal 106Na
Konstal 106Na – typ tramwaju wytwarzanego w latach 1991–1992 w zakładach Konstal w Chorzowie. 106Na stanowiły rozwinięcie konstrukcyjne tramwajów typu 106N, w stosunku do których m.in. usunięto awaryjność rozruchu tyrystorowego. Ogółem wyprodukowano osiem tramwajów typu 106Na, ale tylko cztery znalazły nabywców.

## Konstrukcja
106Na to jednoczłonowy, jednokierunkowy, wysokopodłogowy, silnikowy wagon tramwajowy. Nadwozie opiera się na dwóch dwuosiowych wózkach, przy każdą z osi napądza jeden silnik prądu stałego typu LTa-220. Rozruch silników odbywa się za pośrednictwem aparatury opartej na tyrystorach, stworzonej przez Instytut Elektrotechniki. W porównaniu z oporową stosowaną w wagonach typu 105Na, aparatura ta pozwala na zmniejszenie poboru prądu elektrycznego z sieci trakcyjnej i rekuperację energii podczas hamowania. Oprócz tego w 106Na zastosowano nowszy pulpit motorniczego, w którym wydzielono osobny panel do sterowania napędem drzwi. Z zewnątrz tramwaje nie różniły się wyglądem od 105Na.

## Dostawy
| Państwo        | Miasto         | Typ            | Lata dostaw    | Liczba | Numery taborowe | Uwagi                           |       |
| -------------- | -------------- | -------------- | -------------- | ------ | --------------- | ------------------------------- | ----- |
| Polska         | Szczecin       | 106Na          | 1991           | 2      | 781, 782        |                                 | [ 1 ] |
| Polska         | Warszawa       | 106Na          | 1992           | 2      | 2008, 2009      | W 2003 r. przebudowane na 105Ni | [ 2 ] |
| Łączna liczba: | Łączna liczba: | Łączna liczba: | Łączna liczba: | 4      |                 |                                 |       |

## Eksploatacja

### Szczecin
Jesienią 1991 do Szczecina dostarczono dwa tramwaje 106Na, którym nadano numery taborowe 781 i 782. Wagony połączono w skład i skierowano do ruchu liniowego. W 1999 r. skład został wyłączony z eksploatacji. Dwa lata później tramwaj nr 781 został zamieniony na magazyn części zamiennych dla 782, który na krótko przywrócono do eksploatacji. 31 października 2001 r. tramwaje skreślono ze stanu. Następnie Szczecińskie Towarzystwo Miłośników Komunikacji Miejskiej podjęło działania na rzecz zachowania tramwaju 106Na nr 782, ale pomysł nie został zaakceptowany przez MZK Szczecin i oba egzemplarze zezłomowano.

### Warszawa
Dwa tramwaje typu 106Na przybyły do Warszawy jesienią 1992. Otrzymały one numery 2003 i 2004. Połączono je w skład i eksploatowano do 2000 r., kiedy problemy z dostępnością nietypowej aparatury skłoniły Tramwaje Warszawskie do modernizacji układu napędowego tych tramwajów. W 2003 r. ukończono modernizację na typ 105N-MWAs, w ramach której 106Na otrzymały, silniki asynchroniczne prądu przemiennego i falowniki z tranzystorami IGBT. Podczas eksploatacji tramwaje okazały się awaryjne, więc w 2012 r. po raz drugi je zmodernizowano, tym razem na typ 105Ni.